# Aigaliers
Aigaliers é uma comuna francesa na região administrativa de Occitânia, no departamento de Gard. Estende-se por uma área de 28,06 km². Em 2010 a comuna tinha 525 habitantes (densidade: 18,7 hab./km²).